# Лапшин, Василий Иванович (партийный деятель)
Василий Иванович Лапшин — советский хозяйственный, государственный и политический деятель.

## Биография
Родился в 1921 году в Чугуеве. Член КПСС.
Образование высшее (окончил Харьковский институт механизации и электрификации сельского хозяйства)
Участник Великой Отечественной войны в составе 207-го отдельного инженерно-саперного батальона 141-й стрелковой Киевской Краснознаменной ордена Богдана Хмельницкого дивизии.
С 1950 года — на хозяйственной, общественной и политической работе.
- В 1950—1957 гг. — старший механик, инженер, главный инженер, директор Чугуевской МТС.[1]
- В 1957—1959 гг. — директор Коробочкинской РТС.[1]
- В 1959—1961 гг. — начальник Чугуевского районного отделения Укрсельхозтехники.[1]
- В 1961—1975 гг. — первый секретарь Чугуевского райкома КП Украины.[1][2]
- В 1975—1983 гг. — первый секретарь Чугуевского горкома КП Украины.[1]

C 1983 гг. — ответственный секретарь организации общества «Знание».
Делегат XXIII и XXV съездов КПСС.
Умер в Чугуеве в 2012 году.